# Moka Fujii
Moka Fujii, född 29 augusti 2004, är en japansk konstsimmare.

## Karriär
I juni 2022 vid VM i Budapest var Fujii en del av Japans lag som tog silver i det tekniska programmet och fri kombination samt brons i det fria programmet. I augusti 2022 vid junior-VM i Québec tog hon guld tillsammans med Yukina Hotta i både det tekniska och fria parprogrammet. Fujii var även en del av Japans lag som tog guld i både det tekniska lagprogrammet och i fri kombination samt silver i det fria lagprogrammet.
I juli 2023 vid VM i Fukuoka var Fujii en del av Japans lag som tog brons i det akrobatiska lagprogrammet. I oktober 2023 vid asiatiska spelen i Hangzhou var hon en del av Japans lag som tog silver i lagtävlingen.
Vid VM 2025 i Singapore var Fujii en del av Japans lag som tog silver i det fria lagprogrammet.